# Station Jarzębiec
Station Jarzębiec was een spoorwegstation in Polen.